# 俾斯麥 (內布拉斯加州)
俾斯麥（英語：Bismarck）是位於美國內布拉斯加州卡明縣的非建制地區。

## 歷史
俾斯麥的郵局於1868年設立，其後於1902年停運。

## 地理
俾斯麥所處的海拔為高於海平面417米（即1368英呎），而該地所採用的時區為UTC-6，即北美中部时区（CST）。同時該地設有夏令時間，為UTC-6調快一小時，即UTC-5（CDT）。